# Церово (община Желино)
Вижте пояснителната страница за други значения на Церово.
Церово (изписване до 1945 година: Цѣрово; на македонска литературна норма: Церово; на албански: Cerova, Церова) е село в Северна Македония, в община Желино.

## География
Селото се намира в областта Долни Полог, разположено на десния бряг на Вардар високо в западните склонове на планината Сува гора.

## История
В края на XIX век Церово е албанско село в Тетовска каза на Османската империя. Андрей Стоянов, учителствал в Тетово от 1886 до 1894 година, пише за селото:
| „ | С. Цѣрово-Дервенъ — има 26 арнаутски кѫщи съ 1 джамия. На една могила надъ селото има развалини отъ монастиръ, който се е наричалъ Св. Богородица. При селото има развалини отъ църква и при тѣхъ христиански гробища. | “ |

Според статистиката на Васил Кънчов („Македония. Етнография и статистика“) от 1900 година Церово е село, населявано от 140 жители арнаути мохамедани.
Според Афанасий Селишчев в 1929 година Церово е село в Групчинска община в Долноположкия срез и има 43 къщи с 213 жители албанци.
Според преброяването от 2002 година селото има 511 жители.
| Националност | Всичко |
| македонци    | 1      |
| албанци      | 510    |
| турци        | 0      |
| роми         | 0      |
| власи        | 0      |
| сърби        | 0      |
| бошняци      | 0      |
| други        | 0      |